# GNR Open Goods 1
Die Baureihe Open Goods nach Musterblatt 1 war eine der meistgebauten Güterwagenbaureihen der britischen Great Northern Railway (GNR).

## Geschichte
Irgendwann in den 1870er Jahren führte die GNR einen zweiachsigen offenen Güterwagen als Standardgüterwagen ein. Das wesentliche Design dieser Baureihe änderte sich während der gesamten Lebensdauer des Unternehmens nicht. Im Laufe der Jahre wurde das Design zwar mehrmals modifiziert, um verbesserte Bremsen und andere Detailänderungen aufzunehmen, aber die Hauptabmessungen blieben unverändert.
Bis zur Einstellung der Produktion dieser Baureihe im Jahr 1906 wurden rund 13.000 Exemplare gefertigt. 12.400 mit Fahrgestell aus Eichenholz und weitere 600 mit Stahluntergestell. Über 700 dieser Wagen kamen 1923 beim Grouping zur London and North Eastern Railway (LNER) und 30 erlebten sogar die Verstaatlichung 1948 und wurden von British Railways in den 1950er Jahren ausgemustert.
Anfangs wurden die meisten dieser Güterwagen in den bahneigenen Werkstätten der GNR in Doncaster gefertigt. Ab 1882 wurden auch Aufträge an andere Wagenbauanstalten vergeben.

## Beschriftung

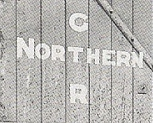
Beschriftung 1890 bis 1898

Die Wagen waren, wie die meisten Güterwagen der GNR, oxidbraun gestrichen und hatten eine weiße Beschriftung. Anfangs wurden die Wagen mit „G.N.R“ gekennzeichnet. Ab ca. 1890 wurde die Beschriftung geändert und auf der linken Wagenseite kreuzförmig übereinander in der Form „G“ „NORTHERN“ „R“ angebracht. Die Höhe der Buchstaben betrug rund 15 cm. Ab 1898 wurden die Wagen dann mit den großen Buchstaben „G“ auf der linken und „N“ auf der rechten Seite beschriftet. Die Buchstaben waren bis zu 76 cm hoch. Natürlich dauerte es jeweils viele Jahre, bis die Wagen neu lackiert und beschriftet wurden, sodass um 1900 sicher Wagen mit allen Beschriftungsvarianten unterwegs waren. Nach der Übernahme durch die LNER erhielten die Wagen die nur noch 46 cm hohen Buchstaben „N“ auf der linken und „E“ auf der rechten Seite.

## Erhaltene Wagen
Zwei 1880 gebaute Wagen sind erhalten geblieben. Einer befindet sich im historischen Chatham Dockyard, der zweite gehört dem Verein Scottish Railway Preservation Society.

## Bilder und Zeichnungen

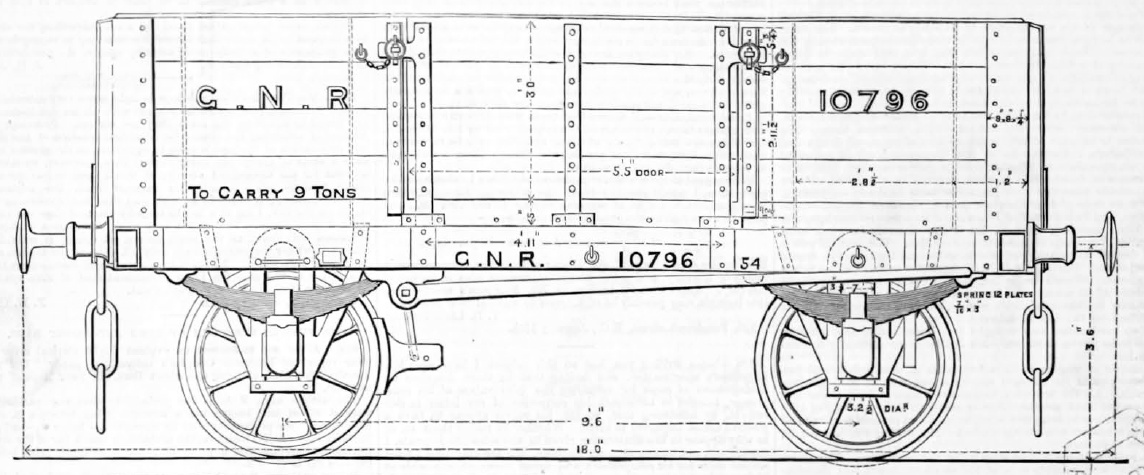
Ansicht zum offenen Güterwagen nach Blatt 1 aus dem Jahr 1882
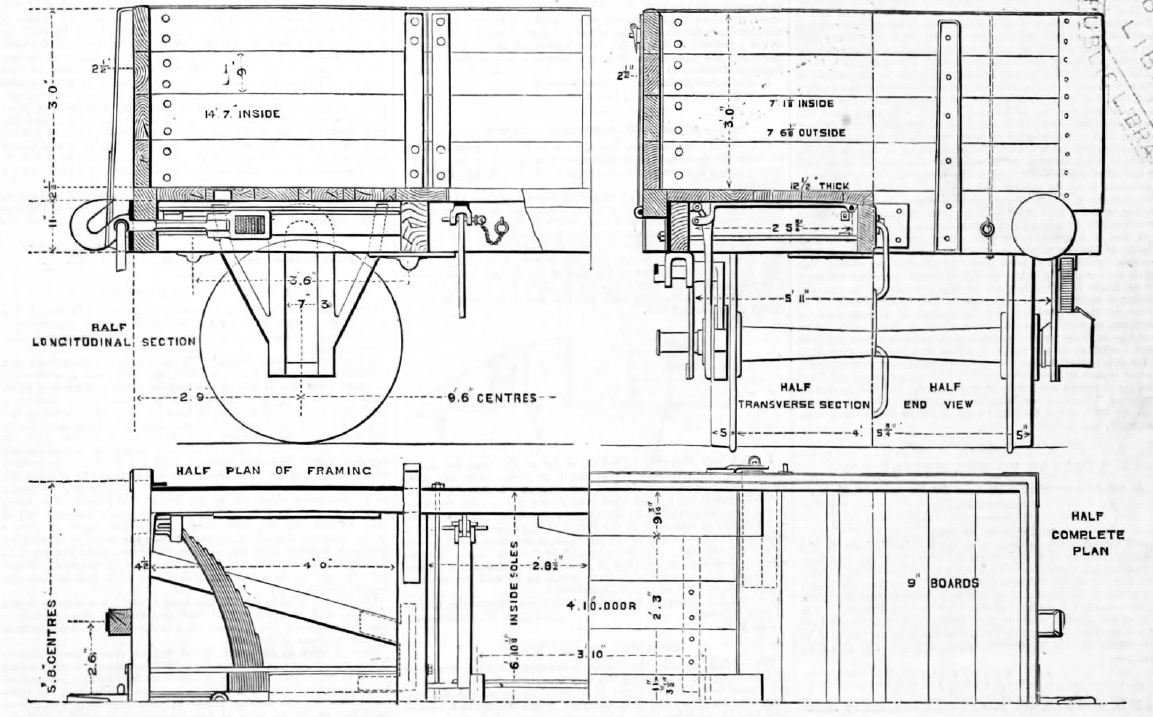
Ansichten zum offenen Güterwagen nach Blatt 1 aus dem Jahr 1882
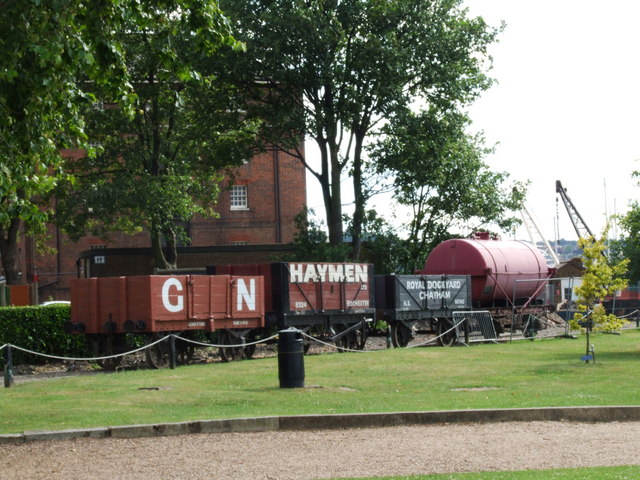
Erhaltener Wagen im Chatham Dockyard